# Гериций кудрявый
Гери́ций кудря́вый, или ежови́к у́сиковый (лат. Hericium cirrhatum) — вид грибов-базидиомицетов, входящий в род Гериций семейства Герициевые (Hericiaceae).
Образует черепитчатые скопления шляпок с шипиками с обеих сторон — сверху прижатыми, снизу оттопыренными. Съедобен в молодом возрасте, пока мякоть достаточно мягкая.

## Описание
Плодовые тела шляпочные, черепитчато расположенные, сросшиеся в основании, белые или розоватые, с возрастом при подсыхании приобретающие отчётливый жёлтый оттенок. Верхняя поверхность шляпок покрыта прижатыми шипиками или войлочная. Край шляпок тупой до острого, нередко бахромчатый.
Шипики гименофора густые, длинные (до 1 см), остроконические, беловатые, при подсыхании грязно-коричневеющие.
Мякоть толстая, белого или розоватого цвета, при высыхании желтоватая, мягкая, с возрастом становится мягко-пробковой.
Споровый отпечаток белого цвета. Споры 3,5—4×3—3,5 мкм, широкоэллиптические или почти шаровидные. Базидии дву- — четырёхспоровые, 15—22×5—6,5 мкм. Цистиды отсутствуют.
Съедобный в молодом возрасте гриб, вскоре становящийся слишком жёстким.

## Экология и ареал
Встречается в июле — сентябре в широколиственных и смешанных лесах. Древесный сапротроф, произрастающий на пнях и сухостое берёзы, дуба, бука, граба, реже осины, тюльпанного дерева.
Широко распространённый в неморальной зоне Северного полушария вид, в России известный из Европейской части и Западной Сибири.

## Синонимы
- Creolophus cirrhatus (Pers.) P.Karst., 1879
- Creolophus corrugatus (Fr.) P.Karst., 1879
- Creolophus diversidens (Fr.) P.Karst., 1879
- Dryodon cirrhatus (Fr.) Quél., 1886
- Dryodon corrugatum (Fr.) Cejp, 1928
- Dryodon diversidens (Fr.) Quél., 1887
- Hericium diversidens (Fr.) Nikol., 1950
- Hydnum cirrhatum Pers., 1794 : Fr., 1821basionym
- Hydnum corrugatum Fr., 1818 : Fr., 1821
- Hydnum diversidens Fr., 1821
- Hydnum paradoxum Schultz, 1806, nom. illeg.
- Pleurodon cirrhatus (Pers.) Ricken, 1918
- Pleurodon diversidens (Fr.) Ricken, 1918
- Steccherinum cirrhatum (Pers.) Teng, 1963